# 공용정원

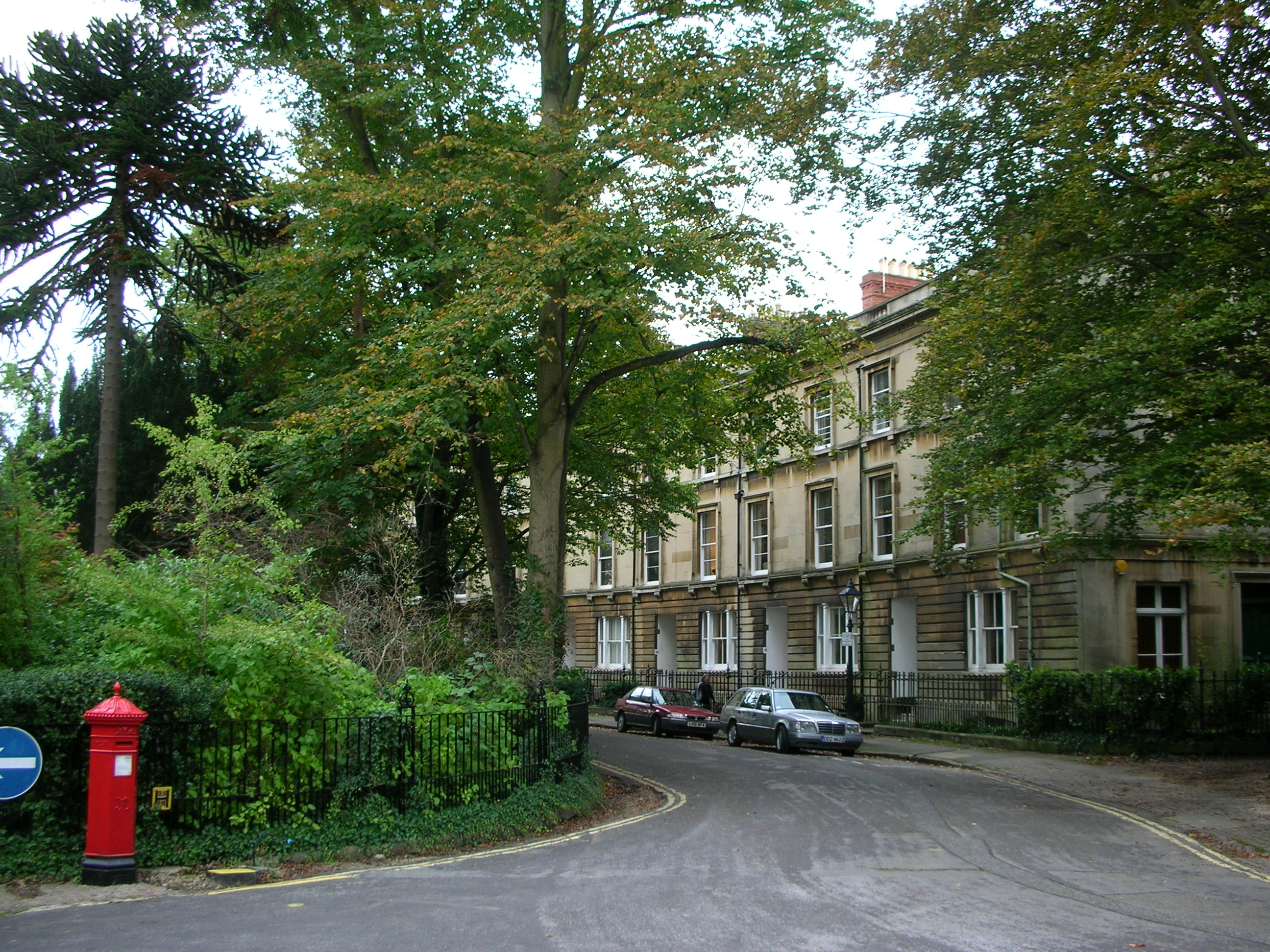
잉글랜드 옥스퍼드 파크타운의 공용정원

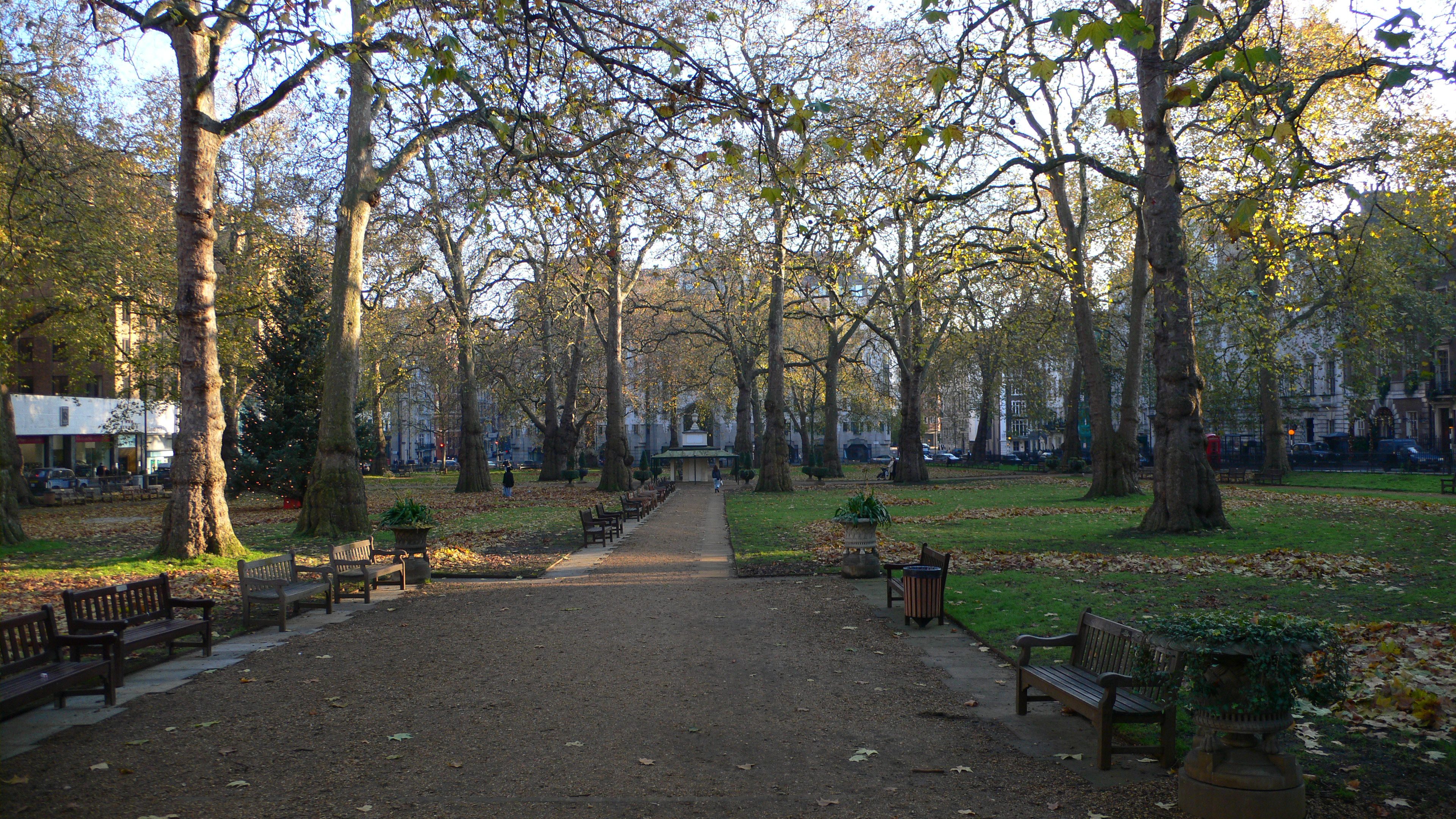
런던 메이페어 버클리 스퀘어 중심부의 공용정원

공용정원(communal garden)은 일반적으로 도시 환경에서 여러 지역 주민이 공유하는 (일반적으로 공식적인) 정원이다. 이 용어는 특히 영국에서 사용된다. 많은 도시 광장과 초승달 모양의 중심(특히 런던 등)은 공용정원으로서 관리된다.

## 개요
이름과 일반적으로 작은 공공 공원처럼 보인다는 사실에도 불구하고 이러한 정원은 일반적으로 개인 또는 공동의 소유로 유지 관리 비용을 함께 나눈다. 거주자가 열쇠를 사용할 수 있도록 잠긴 게이트로 접근이 제한되거나 낮에만 잠금 해제될 수 있다. 이것들은 종종 사람들이 접근하지 못하도록 설계된 높은 난간으로 둘러싸여 있다.

## 미디어
1999년 영화 《노팅힐》의 장면 중 하나는 두 명의 주인공, 안나(줄리아 로버츠)와 윌리엄(휴 그랜트)이 저녁 파티 후 밤에 담을 넘어 잠겨 있는 개인 정원에 침입하는 장면이다. 사용된 공용정원은 런던 노팅힐의 로즈미드 로드(Rosmead Road)에 있는 로즈미드 가든(Rosmead Gardens)이었다.

## 같이 보기
- 시민농장